# Gaston Browne
Gaston Browne (Potters Village, 9 de febrero de 1967) es un político antiguano que se desempeña como primer ministro de Antigua y Barbuda y líder del Partido Laborista desde 2014. Antes de entrar en la política, fue banquero y empresario.

## Biografía

### Primeros años
Browne nació el 9 de febrero de 1967, días antes de que se estableciera el Estado Asociado de Antigua, en el área de Villa de St. John's.  Su adolescencia fue extremadamente dura. De niño, vivió en Point con su bisabuela paterna, que en ese momento tenía más de ochenta años, parcialmente ciega, pobre y envejecida. Después de su muerte, creció en Point, otra zona empobrecida.

### Educación
Después de completar su educación secundaria, Browne asistió al City Banking College en el Reino Unido, donde se graduó con una licenciatura en banca y finanzas. Más tarde, asistió a la Universidad de Mánchester, adquiriendo un maestría en Finanzas.

## Carrera política
Browne desafió y derrotó a Lester Bird en la carrera por el liderazgo del Partido Laborista en noviembre de 2012 con un margen de 213 a 180. Posteriormente, fue nombrado líder de la oposición en diciembre de 2012.
En 2014, comenzó a liderar el Partido Laborista de Antigua con el que resultó ganador de las elecciones generales del país, con un total de 14 de los 17 escaños, cuyo partido volvió al poder después de 10 años.

## Primer ministro (2014-presente)
El 13 de junio de ese mismo año, en sucesión de Baldwin Spencer, fue juramentado por la gobernadora general Louise Lake-Tack como nuevo primer ministro del país, siendo el más joven en ocupar este cargo.

## Distinciones honoríficas

### Distinciones honoríficas extranjeras
- Caballero Gran Cruz de la Real Orden de Francisco I (Casa de Borbón-Dos Sicilias, 02/11/2014).[6]
- Medalla de Plata de Benemerencia de la Sagrada Orden Militar Constantiniana de San Jorge (Casa de Borbón-Dos Sicilias, 02/11/2014).[6]